# Christophe Jaquet
Christophe Jaquet (ur. 2 kwietnia 1976 we Fryburgu) – szwajcarski piłkarz występujący na pozycji obrońcy.

## Kariera klubowa
Jaquet karierę rozpoczynał w 1995 roku w trzecioligowym klubie FC Fribourg. W 1997 roku przeszedł do drugoligowego Yverdon-Sport FC. W 1999 roku awansował z nim do ekstraklasy. W 2000 roku odszedł do innego pierwszoligowego zespołu, Servette FC. W 2001 roku zdobył z zespołem Puchar Szwajcarii. W Servette spędził 4 lata.
W 2004 roku Jaquet wrócił do Yverdon-Sport FC, grającego w drugiej lidze. W 2005 roku awansował z nim do pierwszej ligi. W 2006 roku odszedł do drugoligowego Neuchâtel Xamax, a w 2008 roku wrócił do FC Fribourg, nadal występującego w trzeciej lidze. W 2009 roku zakończył tam karierę.

## Kariera reprezentacyjna
W reprezentacji Szwajcarii Jaquet zadebiutował 9 października 1999 roku w wygranym 2:0 meczu eliminacji Mistrzostw Europy 2000 z Walią. W latach 1999–2000 w drużynie narodowej rozegrał 3 spotkania.